# Elisaldo Carlini
Elisaldo Luiz de Araújo Carlini (Ribeirão Preto, 9 de junio de 1930 - São Paulo, 16 de septiembre de 2020) fue un médico, profesor universitario e investigador brasileño. 
Es considerado un referente mundial y uno de los pioneros en estudios farmacológicos sobre el potencial terapéutico del cannabis y otras sustancias psicotrópicas.

## Primeros años
Elisaldo nació en la ciudad de Ribeirão Preto, en 1930. Era hijo de Francisco Araújo Carlini y Ana Ferreira Goyos Carlini. Durante la infancia, se mudó a Piraju, en el norte del estado de São Paulo, donde asistió a la escuela primaria en una escuela rural casi sin recursos. A los 11 años se trasladó a São José do Rio Preto, donde terminó el bachillerato.
A los 15 años se trasladó a la ciudad de São Paulo, trabajó en la secretaría de la multinacional de gases industriales White Martins como oficinista, mientras asistía al curso científico nocturno en la Escuela Estatal Caetano de Campos. En 1952 ingresó a la entonces Escola Paulista de Medicina, en la Universidad Federal de São Paulo (UNIFESP), graduándose en 1957. A partir del segundo año del curso, realizó una pasantía en el Departamento de Bioquímica y Farmacología, de la mano de los profesores José Ribeiro do Valle y José Leal Prado.

## Carrera
En 1960, ganó una beca de la Fundación Rockefeller y se unió al Departamento de Bioquímica de la Universidad de Tulane en Estados Unidos. Carlini regresó a Brasil en 1964, cuando enseñó brevemente en el Instituto Biológico de São Paulo. A principios de 1965, comenzó a dirigir el curso de Farmacología en la Facultad de Ciencias Médicas de la Santa Casa de Misericórdia de São Paulo. En 1970 regresó a la Escola Paulista de Medicina con el título de Profesor Adjunto, donde fundó el Departamento de Psicobiología y dirigió la disciplina de Psicofarmacología, hasta 1955, cuando asumió el cargo de Secretario Nacional de Vigilancia Sanitaria en el Ministerio de Salud, donde permaneció hasta marzo de 1997.
Elisaldo tiene alrededor de 300 artículos científicos publicados, aproximadamente la mitad de ellos en revistas internacionales. Supervisó 17 maestrías, 24 doctorados y participó en varias juntas en concursos y defensas. Investigó plantas brasileñas con acción sobre el sistema nervioso central y desarrolló investigaciones sobre sustancias psicoactivas, especialmente marihuana.
Elisaldo también fue condecorado en dos ocasiones por la Presidencia de la República por su labor científica pionera, fue presidente de la Agencia Nacional de Vigilancia Sanitaria (Anvisa) y miembro del Consejo Económico y Social de Naciones Unidas. Su trabajo contribuyó a la creación de PL 399/2015, que brinda la posibilidad de cultivo y producción de medicamentos a base de cannabis en Brasil, con una petición que solicita que la ley se nombre Ley Elisaldo Carlini, en su honor.

## Fallecimiento
Elisaldo fue hospitalizado y falleció el 16 de septiembre de 2020 en São Paulo, a los 90 años, a causa de un cáncer. Dejó a su esposa, Solange Nappo, hijos y nietos.